# Medal im. prof. Stefana Kaufmana
Medal imienia profesora Stefana Kaufmana jest nagrodą nadawaną przed Polski Związek Inżynierów i Techników Budownictwa. Ma on na celu uczczenie pamięci Stefana Kaufmana oraz wyróżnienie osób w dziedzinie nauk inżynieryjno-budowlanych.

## Historia
Na wniosek Śląskiej Komisji Nauki przy poparciu Komitetu Nauki PZITB, Zarząd Główny PZITB w dniu 12 grudnia 1995 przyjął uchwałę ustanawiającą medal im. prof. Stefana Kaufmana.
Obecny regulamin przyznawania medalu został ustanowiony uchwałą nr 81/2016 Zarządu Głównego PZITB z dnia 3 czerwca 2016.
Jest to jedna z najbardziej prestiżowych nagród przyznawana ludziom zasłużonym dla polskiego budownictwa.

## Warunki przyznania medalu
Laureat powinien charakteryzować się:
- następującymi cechami charakteru prof. Kaufmana:
  - nienaganną postawa moralną i etyczna
  - patriotyzm
  - rzetelność
  - pracowitość
  - odwaga cywilna
- aktywnością zawodową, w szczególności:
  - dorobkiem naukowym w dziedzinie nauk inżynieryjno-budowlanych
  - i/lub wybitnymi osiągnięciami inżynierskimi
  - pod uwagę bierze się również opiniowanie, rzeczoznawstwo oraz redagowanie prac naukowych i technicznych, a także aktywną działalność społeczną w PZITB[1]

## Laureaci
- 1996
  - prof. dr hab. inż. Roman Ciesielski
  - prof. dr hab. inż. Tadeusz Godycki-Ćwirko
  - prof. dr inż. Władysław Kuczyński
- 1997
  - prof. dr hab. inż. Józef Głomb
  - doc. dr hab. inż. Jakub Mames
- 1998
  - prof. dr inż. Andrzej Ajdukiewicz
  - prof. dr inż. Stanisław Kajfasz
  - prof. dr hab. inż. Stanisław Kuś
- 1999
  - prof. dr hab. inż. Jerzy Łempicki
  - prof. dr hab. inż. Wiesław Stachurski
  - prof. dr hab. inż. Włodzimierz Starosolski
- 2000
  - prof. dr inż. Bronisław Kopyciński
  - mgr inż. Witold Świądrowski
  - prof. dr hab. inż. Jerzy Ziółko
- 2001
  - prof. dr hab. inż. Jan Kmita
  - dr inż. Stefan Pyrak
  - prof. dr inż. Bohdan Lewicki
- 2002
  - prof. dr hab. inż. Eugeniusz Bielewicz
  - prof. dr inż. Zbigniew Kączkowski
- 2003
  - prof. dr inż. Otton Dąbrowski
  - prof. dr hab. inż. Zbigniew Mielczarek
- 2004
  - prof. dr hab. inż. Marian Abramowicz
  - prof. dr hab. inż. Tadeusz Biliński
- 2005
  - prof. dr hab. inż. Zbigniew Cywiński
  - prof. dr hab. inż. Kazimierz Flaga
- 2006
  - prof. dr inż. Wojciech Włodarczyk
  - prof. dr hab. inż. Witold Wołowicki
- 2007
  - prof. Mieczysław Kamiński
  - prof. Michał Knauff
- 2008
  - prof. dr hab. inż. Maria Ewa Kamińska
  - prof. dr hab. inż. Zbigniew Kowal
- 2009
  - prof. dr hab. inż. Andrzej Garstecki
  - prof. dr hab. inż. Edward Maciąg
- 2010
  - prof. dr hab. inż. Stanisław Majewski
- 2011
  - prof. dr hab. inż. Włodzimierz Kiernożycki
- 2012
  - prof. dr hab. inż. Lech Czarnecki
- 2013
  - prof. dr hab. inż. Ryszard Kowalczy
- 2014
  - prof. dr hab. inż. Cezary Madryas
- 2015
  - dr inż. Tadeusz Jarosz
- 2016
  - prof. dr hab. inż. Andrzej Łapko
- 2017
  - prof. dr inż. Andrzej Nowak
- 2018
  - prof. dr hab. inż. Jan Biliszczuk
- 2019
  - prof. dr hab. inż. Jacek ŚLiwiński
- 2020
  - prof. dr hab. inż. Wiesław Trąmpczyński
- 2021
  - prof. dr hab. inż. Kazimierz Furtak
- 2022
  - prof. dr hab. inż. Marian Giżejowski
- 2023
  - prof. dr hab. inż. Anna Halicka[1]
- 2024
  - prof. dr. hab. inż. Ryszard Kutyłowski[4]